# Ilha do Pessegueiro

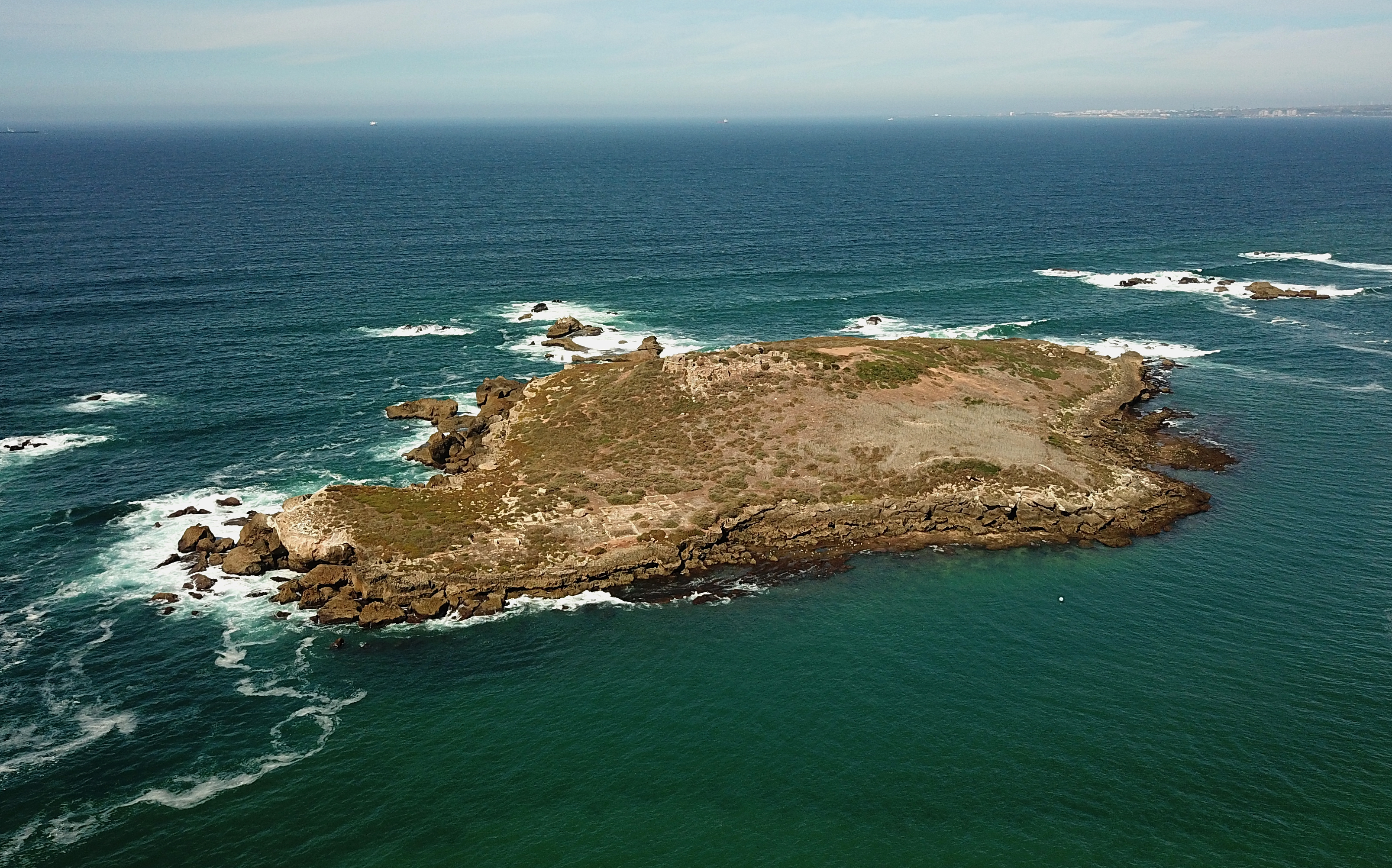
Ilha do Pessegueiro

Die Ilha do Pessegueiro (deutsch „Pfirsichbaum-Insel“) ist eine kleine portugiesische Insel. Sie gehört zur Gemeinde von Porto Covo und zum Landkreis Sines im Alentejo Litoral. 
Es handelt sich um eine Insel 250 m vor der Atlantikküste, etwa fünf Kilometer von Porto Covo, zwischen den Hafenstädten Sines und Vila Nova de Milfontes. Neben einem Fort aus dem 16. Jahrhundert, sind hier der Strand und die Natur des Nationalparks Parque Natural do Sudoeste Alentejano e Costa Vicentina sehenswert.

## Geschichte
Obgleich es vereinzelt vorrömische Funde aus dem 4. oder 3. Jahrhundert v. Chr. gibt, und die Insel mit dem Ort „Poetanion“ aus Flavius Avienus „Ora maritima“ identifiziert wird – einer Schrift des 4. Jahrhunderts, die aus bis zu 1000 Jahre älteren Berichten kompiliert ist – waren es die Römer, die Mitte des 1. Jahrhunderts die ersten belegbaren Gebäude auf der Insel errichteten. Die römischen Gebäude müssen mit Stroh oder anderen vergänglichen Materialien eingedeckt gewesen sein, denn Funde von Dachziegeln gehen nicht vor das 2. oder 3. Jahrhundert zurück.
Die römischen Ruinen im Sattel an der Südspitze der Insel wurden von 1980 bis 1984 freigelegt. Man erkennt rechteckige Gebäude, die in einigen Fällen über zwei oder mehrere Innenräume verfügen sowie zwei rundliche Grundrisse. Ein Brot- und ein Schmelzofen für Metalle sind an den Löchern im Stampflehmfußboden erkennbar. Die Gebäude und die Öfen gehören in das 1. und 2. Jahrhundert wie auch einige Becken für die Fischverarbeitung, von denen die meisten, wie auch eine Badeanlage, dem 3. oder 4. Jahrhundert entstammen.
Im 16. Jahrhundert, als das Fort errichtet wurde, war geplant, an der Nordspitze der Insel eine Kaimauer bzw. einen Hafen anzulegen. Die Arbeiten begannen 1588, wurden aber schon 1603 wegen Undurchführbarkeit eingestellt. Aus dieser Zeit stammen auch der Steinbruch sowie die liegengebliebenen Werkblöcke an der Nordseite. Das Fort, das später ein Pendant gegenüber auf dem Festland erhielt, hatte die Aufgabe, die Bauarbeiten vor Angriffen der Korsaren zu schützen.